# Додонова, Ирина Петровна
Ирина Петровна Додонова (род. 1 мая 1939, пос. Старая Купавна, Московская область) — советский и российский  художник в области декоративно-прикладного искусства, специалист по созданию павловопосадских набивных платков. Член Союза художников СССР (1975). Лауреат Государственной премии РСФСР имени И. Е. Репина (1981) и Государственной премии Российской Федерации в области искусства (1999). Заслуженный художник Российской Федерации (2001).

## Биография
Родилась 1 мая 1939 года в посёлке Старая Купавна Ногинского района Московской области.
С 1957 по 1962 год обучалась на факультете прикладного искусства Московского текстильного института. С 1962 года работает на Павловопосадской платочной мануфактуре в качестве художника. С 1965 года является постоянным участником художественных выставок различного уровня в том числе Всесоюзной выставки научно-технического творчества молодежи (1969), её работы на этой выставке были удостоены бронзовой медали, Пятой Республиканской художественной выставки «Советская Россия» (1975), Всероссийской художественной выставки проходившей в центральном выставочном зале в Манеже (1999). В 2001 году платки и шали выполненные по рисункам Ирины Дадоновой, были представлены на выставке «Два столетия Павловопосадской шали», проходившей в Выставочном зале Успенской звонницы Московского Кремля.
Член Союза художников СССР с 1975 года. Основные художественные работы художника: шали и платки «Весеннее утро», «Звуки музыки», «Торжок», «Журавушка», «Мелодия», «Русь», «Боярыня», «Купчиха». Художественные произведения Ирины Додоновой находились в Государственном историческом музее, Всероссийском музее декоративно-прикладного и народного искусства, выставочном Фонде Министерства культуры РСФСР и Союза художников России, Художественно-мемориального музея И. Е. Репина, Павлово-Посадском историко-художественном музее, Сергиево-Посадском государственном историко-художественном музее-заповеднике, Государственном историко-художественном музее «Новый Иерусалим».
В 1981 году Постановление Совета Министров РСФСР «За серию высокохудожественных рисунков для павловских платков» Ирина Додонова была удостоена Государственной премии РСФСР имени И. Е. Репина.
В 1999 году Указом Президента России «За создание коллекции павловопосадских шалей и платков «Традиция и современность на грани веков» Ирина Додонова была удостоена Государственной премии Российской Федерации.
В 2001 году Указом Президента России «За заслуги в области искусства» Ирина Додонова была удостоена почётного звания Заслуженный художник Российской Федерации.

## Награды
- Заслуженный художник Российской Федерации (2001)[5]
- Государственная премия Российской Федерации[4]
- Государственная премия РСФСР имени И. Е. Репина (1981)[3]
- Серебряная медаль ВДНХ (1992)[1]